# Melvin Hoyos Galarza
Melvin Hoyos Galarza (Guayaquil, 9 de enero de 1956) es un historiador ecuatoriano.

## Biografía
Guayaquileño nacido el 9 de enero de 1956, hijo del Cap. Fabio Hoyos Mejía, colombiano; y la Sra. Fanny Galarza Muñoz, guayaquileña.
Realizó sus primeros estudios en el “Instituto Particular Abdón Calderón”, luego pasó a cursar los secundarios en el colegio “San José” de los hermanos cristianos, del que se retiró un año antes de graduarse para matricularse en el colegio mixto “Urdesa School” y poder acompañar en sus estudios a su hermana que acababa de llegar de Europa para terminar su instrucción secundaria en Guayaquil.
En 1992, el Ing. León Febres Cordero Ribadeneyra, luego de ocupar la Alcaldía de Guayaquil, lo invitó a colaborar con su administración nombrándolo Director de la Biblioteca Municipal de Guayaquil.
Bajo su dirección la Biblioteca experimentó el mayor cambio que la institución recuerda en los últimos 40 años. En 1998 emprendió un proyecto para rescatar los 10 títulos más importantes de nuestra bibliografía histórica, iniciando además la publicación del Boletín de la Biblioteca Municipal, que había sido suspendido desde tiempos en que era director el guayaquileño Camilo Destruge, 80 años atrás.
Es un filatélico experto, comenzó a la edad de 10 años a coleccionar sellos postales internacionales, a los 12 inicio su colección de sellos postales ecuatorianos y a los 13 años conoció al yugoslavo Alborán Dumovic, que era fundador del Club Filatélico Guayaquil; y en Quito, a Jorge Ayora, el hijo del expresidente Isidro Ayora, Los que les enseñaron a investigar. cuanto tenía 13 años presentó su primera ponencia sobre los sellos postales del Ecuador en Brasil, en donde ganó el primer puesto en la convención filatélica internacional.
Vivió en París en donde estudió Historia del Arte en la universidad de La Sorbona, Fue investigador de Julio Estrada Ycaza, con quien dio inicio a su carrera de historiador.
Experto en numismática, historiador (miembro de la Academia Nacional de Historia de Ecuador), arquitecto y posee una colección malacológica con conchas de moluscos de los siete mares. También tiene la tercera colección de cómics más grande de Latinoamérica y casi mil especímenes en su actual colección de insectos. 
También ha coleccionado estampillas, insectos, monedas, billetes y medallas conmemorativas, y es poseedor de una biblioteca solo especializada en historia nacional y extranjera de más de 28 mil tomos.

## Obras
- Historia de la Medalla Ecuatoriana (1985).
- Historia de la Artesanía Arquitectónica Guayaquileña (1985).
- Historia del Papel Moneda en el Ecuador.
- El Palacio Municipal (2005).
- El Libro de Guayaquil (4 tomos, en el 2006).
- Guayaquil: Memorias Urbanas (2007).
- Las Peñas: la Historia (2007).
- Historia de Guayaquil, que es parte del programa Más Libros implementado por el Municipio de Guayaquil (2008).
- Recuerdos de la Iguana Historias del Guayaquil que se fue (2008).[5]
- Monumentos Plazas y Parques de Guayaquil (2009).[6]
- Los planos de Guayaquil (2010).[7]
- Guayaquil 1880 – 1920 (2011).[8]
- Guayaquil Ibérico (2015).[9]
- Historia del Museo Municipal (2 tomos, 2015).[10]
- Humboldt en Guayaquil (2019).